# Casa Blasco
La casa Blasco era un edifici d'habitatges a la ciutat de Tortosa (Baix Ebre). Situada davant de la catedral de Tortosa va ser enderrocada l'estiu de l'any 2015.

## Descripció
Edifici entre mitgeres, amb la façana al carrer de la Cruera i que comunicava per la part posterior amb el riu i l'avinguda de Felip Pedrell. Conservava només la planta i la façana dels pisos, ja que havia desaparegut tota l'estructura interior.

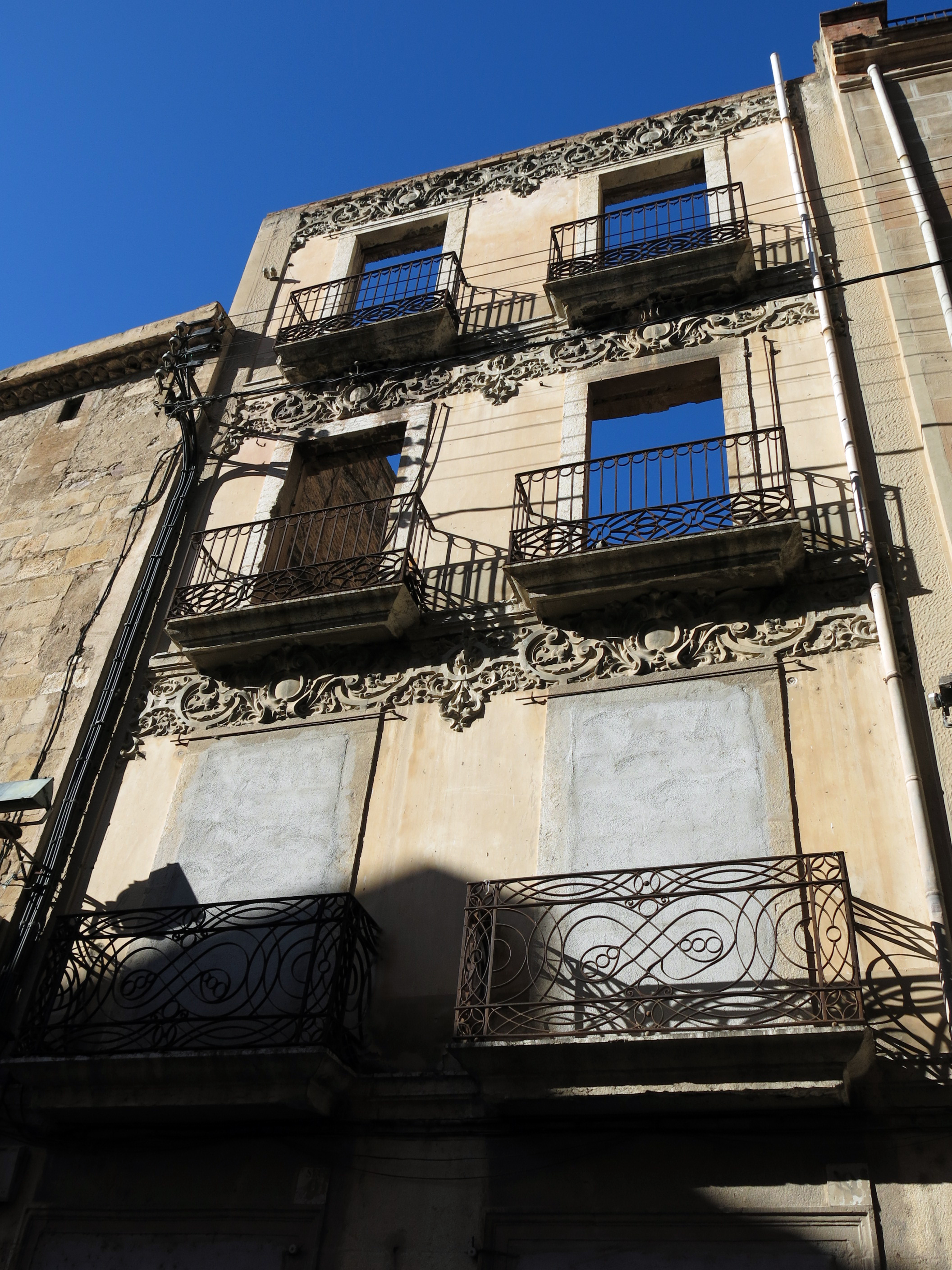
Detall de la façana

Constava, tal com reflecteix la façana, de planta i tres pisos. La planta era feta amb carreus de pedra, amb emmarcament de les portes ressaltat i motllurat (estructura allindada). Als pisos hi havia dos balcons per nivell, amb base de pedra. Era interessant l'arrebossat de la façana. Entre cada llinda de balcó i la base del balcó superior es va col·locar una banda de relleu decoratiu floral amb guix també arrebossat, a base de motius florals i formes vegetals, tractat amb molt de realisme, de tipus barroc, un a sota de cada balcó.
El sector en què es va construir aquest habitatge i els veïns no va ser edificat fins al segle xix. Anteriorment, des de l'edat mitjana, allí s'hi havia ubicat un cementiri, que apareix documentat encara a la darreria del segle xvii. La part posterior d'aquesta edificació donava fins al segle XX directament al riu, ja que aquest tram de l'avinguda de Felip Pedrell va ser construïda guanyant terreny artificialment a l'Ebre durant el franquisme.
L'espai alliberat per aquest edifici i altres de veïns és un jaciment arqueològic de gran interès.